# Наталя Сівець
Ната́ля Сі́вець (пол. Natalia Siwiec; нар. 1 серпня 1983, Валбжих) — польська модель, акторка.

## Біографія
У 2002 році здобула титул «Міс Балтики» (Miss Bałtyku) на конкурсі в курортному селищі Реваль, у наступному році здобула титул «Міс Нижньої Сілезії» (Miss Dolnego Śląska), а в 2005 році представила Польщу на конкурсі Miss Bikini of The Universe у Китаї, де здобула титули Miss Bikini of China Gate та Miss Foto. У 2006 р. представила Польщу на конкурсі Miss International Tourism у ПАР, здобувши звання The Best Body.
Широку відомість отримала у 2012 році під час Чемпіонату Європи з футболу 2012, коли її оголосили «Miss Euro 2012». Закордонні ЗМІ назвали її «польською Ларисою Рікельме».
У грудні 2013 року в опублікованому ресурсом Google Zeitgeist рейтингу найбільш популярних запитів у польському Інтернеті Наталя Сівець посіла 5 місце в категорії найпопулярніших польських знаменитостей. У 2015 році стала лауреаткою премії Klaps («Хлопавка») у номінації Niegrzeczni 2015 («Неґречні 2015») і в категорії Premier Klaponii («Прем'єр Кляпонії»).

## Особисте життя
Має молодшу сестру Мальвіну. З 2012 року одружена з Маріушем Радушевським (Mariusz Raduszewski). 21 серпня 2017 народила дочку Мію (Mia).

## Фотосесії
- CKM (Польща — липень 2006, березень 2013)[13][14]
- Esquire (Туреччина)[4]
- FHM (Франція — серпень 2012)[14]
- Loaded Magazine (Велика Британія — 2013)[15]
- Maxim (Німеччина)[4]
- Playboy (Польща — серпень 2012, Угорщина — вересень 2012, Словенія — листопад 2012, Україна — грудень 2012, Бразилія — листопад 2013)[14]

## Фільмографія

### Кіно
- 2005 — «Загвинчені 2[pl]» — подруга Мікі Мазура
- «Бездомна королева» — Кася
- 2020 — Jak zostałem gangsterem. Historia prawdziwa – Віола
- 2022 — «365 днів: Цей день» — 365 dni: Ten dzień – Емі
- «Наступні 365 днів» — Kolejne 365 dni – Емі

### Серіали
- 2008 — «Kryminalni[pl]» на каналі TVN — модель
- 2013 — «To nie koniec świata[pl]» на каналі Polsat — зірка
- 2016 — «Druga szansa[pl]» на каналі TVN — камео

### Відеокліпи
- 2003 — Trzeci Wymiar — «Trójwymiarowy biznes»[2]
- 2008 — Groovebusterz — «Superlover»[2]
- 2013 — Spinache & Red — «Podpalamy noc»[2]
- 2013 — Robert M — «Famous»[2]
- 2013 — 30 Seconds to Mars — «Up in the Air»[16]

## Телебачення
- 2014 — Enjoy The View, Love, Natalia (також Enjoy The View <3 Natalia) на каналі VIVA Polska — головна героїня програми
- 2014 — Танці з зірками (Польща, 1-й сезон) на каналі Polsat — учасниця програми, у парі з Яном Кліментом (Jan Kliment) посіла 8 місце

## Театр
- 2015 — «Про що біжиться?» (O co biega?, реж. Томаш Подсядлий) у Культурному Центрі в Гдині — Іда, економка[17][18]
- 2016 — «Кохання.ком» (Miłość.com, реж. Малгожата Потоцька) у театрі «Шабат» — віртуальна жінка[19]